# Route P111 (Lettonie)
Pour les articles homonymes, voir P111.
La route P111 (Autoceļš P111) est une  route régionale de Lettonie reliant Ventspils à Grobiņa.
Elle a une longueur de 95,5 km.

## Présentation
La route P111 Ventspils-Grobiņa est une route régionale qui va de Ventspils à Grobiņa doit un parcours de 95,5 kilomètres de long.
À Grobiņa, la route rejoint l'autoroute A9 vers Riga et Liepāja
La route traverse les rivières Saka, Rīva, Muižupīte, Ēnava et Užava.
La route traverse les novads de Ventspils et de Dienvikkurzeme.